# Yo estuve aquí antes
Yo estuve aquí antes o Yo estuve aquí otra vez (I Have Been Here Before) es una obra de teatro de John Boynton Priestley estrenada en 1937.

## Argumento

### Acto I
Sam y su hija Sally, propietarios de la Posada Black Bull, están a la espera de la llegada de unos invitados cuando un anciano profesor alemán se detiene para hacer preguntas. Realiza preguntas inusuales sobre la gente que estaba en la posada, pero sus conjeturas parecen estar equivocadas. Poco después, las tres mujeres que habían estado esperando cancelan sus reservas por teléfono. Sally está molesta por la cancelación, pero casi inmediatamente se recibe otra llamada telefónica del Sr. y la Sra. Ormund, una pareja adinerada que reservan dos habitaciones.
Su otro invitado, el maestro Oliver Farrant, regresa de un paseo, y es seguido de cerca por el profesor, que lo ha visto entrar. El profesor se presenta como el Dr. Görtler, un refugiado alemán, y solicita con ansiedad una habitación.
Cuando los Ormund llegan, el señor Farrant se sorprende al darse cuenta de que son sus nuevos empleadores; los Ormunds han invertido en una escuela, y ya le han nombrado director. Conversan brevemente, pero el señor Ormund expresa sus reservas a su esposa. El Dr. Görtler se une a los Ormund y les inquieta inquiriendo extrañamente preguntas precisas sobre sus sensaciones de déjà vu. Cuando Görtler se va a la cama, Sally le explica a los demás huéspedes las predicciones inexplicablemente precisas que el profesor había hecho aquella tarde acerca de la identidad del resto.

### Acto II
El Sr. Farrant y la señora Ormund salen a caminar por el día. En su ausencia, el Dr.Görtler   interroga a Ormund sobre su vida. Su sondeo sobre el estado emocional del Sr. Ormund induce al infeliz a casi un intento de suicidio, tomando un revólver de su coche y disparando contra el suelo.
Molestos por las preguntas del Dr. Görtler y por su tendencia a exponer al propietario e invitados a una doctrina del eterno retorno, Sally y el Sr. Ormund le piden que se vaya.
Cuando el señor Farrant y la Sra. Ormund regresan de su paseo, admiten mutuamente que han evitado cruce de caminos entre ellos durante todo el día, en un intento inconsciente de esquivar el sentido fatalista de que están condenados a engañar al Sr. Ormund. Pero cuando el reloj suena, se abrazan.

### Acto III
El Sr. Farrant examina un cuaderno olvidado del Dr. Görtler. Cuando llega el señor Ormund, el señor Farrant y la Sra. Ormund  anuncian que se van juntos. La sensación de déjà vu es tan abrumadora que todas las reacciones emocionales quedan silenciadas. El Dr. Görtler regresa a por su cuaderno, y les explica que llegó aquí movido por un sueño premonitorio: La pareja se fugaría, el Sr. Ormund se suicidaría, la escuela se arruinaría, y la vida de todos los presentes quedaría destrozada.
Como resultado de la intervención del Dr. Görtler, no hay suicidio. El Sr. Farrant y la Sra. Ormund se van, pero el señor Ormund asume el golpe con calma, dándose cuenta de que su vida ha sido salvada.

## Personajes
- Sally Pratt
- Sam Shipley
- Dr Görtler
- Oliver Farrant
- Janet Ormund
- Walter Ormund

## Producciones
La obra se estrenó en el Royalty Theatre de Londres, el 22 de septiembre de 1937, con producción de Lewis Casson.
En España, la emitió en dos ocasiones Televisión española: 
- El 7 de octubre de 1974, con el título de Yo estuve aquí otra vez, con Rafael Arcos, Carlos Ballesteros, Alberto Bové, María del Puy, Lola Losada y Ramiro Oliveros.

- El 25 de enero del 2000, con dirección de Gustavo Pérez Puig e interpretación de Ana Duato, José Sancho, Ramón Langa, Maru Valdivieso y Teófilo Calle.